# Pinanga plicata
Pinanga plicata är en enhjärtbladig växtart som beskrevs av Andrew James Henderson. Pinanga plicata ingår i släktet Pinanga och familjen Arecaceae. Inga underarter finns listade i Catalogue of Life.